# Tales of Monkey Island
Tales of Monkey Island (legende van Monkey Island) is een adventure-spel uitgebracht door Telltale Games. Het is het vijfde spel uit de reeks Monkey Island. De eerste vier delen werden uitgebracht door Lucas Arts.
Tales of Monkey Island bestaat uit 5 aparte titels die in een tijdspanne van 6 maanden zijn uitgekomen. Deze 5 titels vormen samen een doorlopend verhaal.
- juli 2009: Launch of the Screaming Narwhal (Het tewaterlaten van de krijsende narwal)
- augustus 2009: The Siege of Spinner Cay (De belegering van het Spinner-eilandje)
- september 2009: Lair of the Leviathan (Verblijf van de lamantijn)
- oktober 2009: The Trial and Execution of Guybrush Threepwood (De rechtszaak en executie van Guybrush Threepwood)
- december 2009: Rise of the Pirate God (Verrijzenis van de Piratengod)

## Launch of the ScreamingNarwhal
In de intro zien we hoe LeChuck een verboden voodooceremonie uitvoert op een aap in de buurt van the Rock of Gelatto ergens in de Caraïben. Zo tracht hij meester te worden over de oceanen. De voodoo-dame had dit voorzien en stuurt Guybrush Threepwood op pad met een "voodoo root beer" waarmee hij LeChuck eens en voor altijd kan uitschakelen. Guybrush vindt LeChuck maar laat de mix op de grond vallen.
Guybrush vindt op de boot van LeChuck de nodige ingrediënten voor een nieuwe mix. Hij doet de mix over zijn zwaard en doorboort LeChuck. Het resultaat is niet zoals verwacht: LeChuck wordt een gewone mens. Daarnaast gaat er energie vanuit het lichaam van LeChuck naar de hand van Guybrush. Even later volgt een explosie. Guybrush komt terug bij op het strand van Flotsam Island. Een vriendelijke man komt te hulp, maar Guybrush geeft hem een mep in zijn gezicht. Blijkbaar leidt zijn hand plots een eigen wil.

### Act 1:Making Headlines
Journalist Davey Nipperkin is getuige van het kleine gevecht.  Hij is blij dat er op Flotsam Island nog eens iets gebeurt waarmee hij kan uitpakken in zijn krant.  Guybrush vraagt Davey de snelste weg naar "The Rock of Gelatto".  Dat blijkt niet zo simpel te zijn: op Flotsam Island is er al jaren zulke sterke wind die van zee het land ingaat, dat uitvaren onmogelijk is.  Davey kent wel een informant die hem nieuws brengt van buiten Flotsam Island.  Hij wil de contactgegevens aan Guybrush doorgeven, op voorwaarde dat deze laatste "piratenmateriaal" heeft om over te schrijven.  Hiervoor moet Guybrush:
- kapitein Reginald van Winslow van zijn schip verdrijven: dit schip is gemaakt uit alle wrakstukken van de boten die op Flotsam Island zijn aangespoeld.  Het ligt te wachten op zijn eerste uitvaart, maar dat kan niet zolang de wind niet draait.  Men wordt kapitein van het schip wanneer men de huidige van het dek kan verdrijven.
- een zeldzame schat vinden: hij vindt een zeldzame Ninja-pop
- een grotere rel veroorzaken: zijn hand schopt keet in de lokale bar

### Act 2:Deep Gut
De informant blijkt de voodoo-dame te zijn. Ze is ontzet dat Guybrush niet in staat was om LeChuck te doden. In plaats daarvan heeft hij de "Pox van LeChuck" verspreidt. Deze pokken zitten in een grote gifwolk die boven Flotsam Island hangt en is ontstaan toen hij LeChuck doorboorde. "Pox van LeChecuk" is een zeer besmettelijke pokkenziekte. Guybrush' hand is reeds geïnfecteerd en heeft het kwade van LeChuck al deels overgenomen. De voodoo-dame weet dat "la Esponja Grande" (= een grote voodoozeespons) in staat is om het kwade eruit te zuigen. De voodoo-dame weet niet waar zulke spons te vinden is en verwijst Guybrush door naar een oude vriend van haar: Coronada de Cava. Deze man woont niet op Flotsam Island, dus zal Guybrush een manier moeten zoeken om het eiland te kunnen verlaten.

### Act 3:DeSinge's Lab
Guybrush besluit om zijn hand toch te laten onderzoeken door de lokale dokter: markies De Singe. De dokter is van plan om de hand te amputeren: hij is van mening dat in de pokken de oplossing zit voor onsterfelijkheid. Gelukkig kan Guybrush tijdig ontsnappen.

### Act 4:The Unbreakable Bottle and the Ancient Scroll
Guybrush vindt een onbreekbare fles met een perkament. Wanneer hij uiteindelijk een manier vindt om de fles te breken en om het perkament te lezen, vindt hij een voodoo-ritueel waardoor hij terechtkomt bij "de oorzaak van de sterke winden".

### Act 5:The Marquis and the Four Wind Gods
Op Flotsam Island staan her en der monumenten die werden gemaakt door de Vayalcanen, de oorspronkelijke inwoners.  Deze monumenten bestaan telkens uit drie grote op elkaar gestapelde schijven.  Elke schijf kan men afzonderlijk draaien.  Op de schijven staan markeringen.  Al deze monumenten staan in verbinding met een grote windmachine.  Markies De Singe achterhaalde de werking van de monumenten: door alle schijven van alle monumenten in een bepaalde positie te zetten, kon hij de windmachine activeren.  Guybrush moet nu op zoek gaan hoe hij met die monumenten de machine kan uitschakelen.
Na zijn opdracht met succes te hebben uitgevoerd, verandert de wind van richting. Guybrush vertrekt samen met kapitein Reginald van Winslow en zijn schip Screaming Narwhal.

## The Siege of Spinner Cay
In de intro vertelt de voodoo-dame beknopt wat er in Launch of the Screaming Narwhal is gebeurd. Ze meldt ook dat door het uitschakelen van de windmachine de wolken met "de pokken van LeChuck" zich verder over de Caraïben hebben verspreid. Deze pokken beginnen mensen te infecteren met het kwade van LeChuck.

### Act 1:The sword fight
Vervolgens zien we Guybrush op het schip Screaming Narwhal samen met kapitein Reginald van Winslow. Beiden worden aangevallen door premiejaagster Morgan LeFlay. Zij krijgt van dokter markies De Singe een grote geldsom als ze hem de hand van Guybrush kan bezorgen. Hoewel ze een oogje heeft op Guybrush vindt ze het geld toch belangrijker. Ze hakt de hand van Guybrush af en vertrekt. Kapitein Reginald van Winslow kan de achtervolging niet inzetten: tijdens het zwaardgevecht werd de mast van het schip zwaar beschadigd.

### Act 2:Welcome to Spinner Cay
De mast van het schip wordt gemaakt in Spinner Cay, de hoofdstad van de Jerkbait-eilanden. Deze water-eilanden worden bewoond door Vayalcanen, wat meerminnen/meermannen zijn.  De Vayalcanen hadden zich evolutionair zo ontwikkeld dat ze op land konden leven (vandaar de Vayalcaanse monumenten op Flotsam Island).  Op zeker ogenblik zagen ze in dat het leven in zee beter was en zijn ze teruggekeerd. Ze hebben zich toen "de-evolutionair" terug aangepast.
Elaine Marley blijkt ook in Spinner Cay te zijn tezamen met een zekere piraat McGillicutty. Zijn manschappen zijn allemaal geïnfecteerd met de "LeChuck-pokken". 
Volgens Beluga, de zeemeermensen-koning, geneest "la Esponja Grande" de ziekte inderdaad. Om "la Esponja Grande" te vinden, dienen de "Legendarische Zeewezens" opgeroepen te worden via een voodoo-ritueel.

### Act 3:The Noble Seahorse / The Wise Turtle / The Cranky Fish
Het voodoo-ritueel om de "Legendarische Zeewezens" op te roepen, vereist enkele attributen die verborgen liggen op de omringende eilanden. Guybrush gebruikt een vlot om die eilanden te bereiken.
Piraat McGillicutty is ook op de hoogte welke items er gezocht moeten worden. Hij wil deze sneller vinden en wil niet weten van een samenwerking.

### Act 4:The Siege
Wanneer blijkt dat Guybrush alle attributen heeft gevonden, bekogelen McGillicutty en zijn manschappen Spinner Cay in de hoop dat Guybrush afstand doet van de voorwerpen.  Kapitein Reginald van Winslow kon met zijn herstelde schip al vertrekken naar een veilige plaats. Guybrush, Elaine en de menselijke LeChuck vertrekken met een andere boot en zoeken een list om voorgoed van McGillicutty vanaf te zijn.
Wanneer dat lukt, voert Beluga het voodoo-ritueel uit. De "Legendarische Zeewezens" komen niet veel later aan. Elaine en LeChuck gaan niet mee: zij brengen de ontvoerde aapjes terug die LeChuck had gebruikt in Launch of the Screaming Narwhal. Guybrush en kapitein Reginald van Winslow vertrekken met de "Legendarische Zeewezens".

## Lair of the Leviathan
In de intro vertelt de voodoo-dame in het kort wat er in de twee vorige titels is gebeurd.
Op het einde van The Siege of Spinner Cay achtervolgt Guybrush de "Legendarische Zeewezens" met een schip. Op dat schip blijkt nu premiejaagster Morgan LeFlay te zitten. Zij verklaart dat De Singe het volledige lichaam van Guybrush nodig heeft. Plots wordt het zeilschip opgeslokt door een enorme lamantijn.  Kapitein Reginald van Winslow is bijna volledig geïnfecteerd met de pokken.

### Act 1:Manatee
In de mond- en keelholte van de lamantijn vinden Guybrush en Morgan de vermiste Coronada de Cava. De man is verliefd op de voodoo-dame. Om haar hart te veroveren, is hij al jaren op zoek naar "la Esponja Grande". Hij weet dat deze te vinden is op de paringsgronden van de lamantijnen.  Daarom zit hij al jaren in deze lamantijn, maar door een onbekende oorzaak vindt het beest die gronden niet.
Guybrush geeft Coronada de Cava een hangertje dat hij van de voodoo-dame had gekregen.  Ondanks waarschuwingen van de voodoo-dame zegt Guybrush dat hij het hangertje van haar heeft ontvangen en op zoek is naar "la Esponja Grande".  Coronada de Cava is woedend omdat hij denkt dat Guybrush nu een relatie heeft met de voodoo-dame.  Guybrush en Morgan moeten nu een manier zoeken om te bewijzen dat dit niet zo is.

### Act 2:Joining the Brotherhood
Guybrush ontdekt in de buikholte van de lamantijn de vermiste bemanningsleden van Coronada de Cava. Dit zijn Moose, Noogie, Bugeye en Santino. Santino is ondertussen overleden en er blijft enkel een skelet van over. Zij hebben een broederschap opgericht en willen niet dat Coronada de Cava hen ontdekt. Bovendien vinden ze het leven in de lamantijn zeer aangenaam en willen ze daar blijven. Daarom hebben ze uit het oor van de lamantijn het slakkenhuis gehaald. Hierdoor weet de lamantijn de richting niet meer waarin hij zwemt en zal hij nooit de paargronden vinden.
Guybrush vraagt of hij lid mag worden van hun broederschap. Hiervoor moet hij enkele opdrachten vervullen. Zo moet hij van Bugeye winnen in een wedstrijd "vreemde gezichten trekken", moet hij een geslaagd afspraakje regelen tussen Noogie en Morgan, en moet hij een gesproken stem hebben van het skelet. Gelukkig vindt hij voor alles een oplossing en blijkt er nog een oude bekende in de lamantijn te zitten: Murray de pratende schedel.
Wanneer Guybrush alle opdrachten tot een goed einde brengt, wordt hij lid van de broederschap en krijgt hij de opdracht om te waken over het afgenomen slakkenhuis. Uiteraard plaatst Guybrush het slakkenhuis terug in het oor van de lamantijn waardoor deze zijn richtingsgevoel terug krijgt. De lamantijn zwemt naar de grot waar "La Esponja grande" in is verborgen.

### Act 3:The Tongue of the Manatee
In de grot waar "La Esponja Grande" verborgen is, woont een andere reusachtige vrouwelijke lamantijn. Deze is niet van plan haar schuilplaats te verlaten. Guybrush leert daarop de "lamantijn-taal" en regelt een afspraak tussen de twee lamantijnen.

### Act 4:La Esponja Grande
Guybrush betreedt de grot en vindt de reusachtige zeespons, hoewel dat "reusachtig" sterk overdreven lijkt te zijn. Toch geneest hij wanneer hij de spons aanraakt. Coronada de Cava wil de spons echter stelen.

## The Trial and Execution of Guybrush Threepwood
In de intro vertelt de voodoo-dame beknopt wat er in de drie vorige episodes is gebeurd. In het vorige deel heeft Morgan LeFlay vriendschap gesloten met Guybrush. Nu lijkt het eerder een valstrik. Morgan slaat Guybrush in de boeien en levert hem uit aan dokter markies De Singe. Veel plezier zal de dokter niet hebben: Guybrush wordt voor de rechtbank gesleept wegens alle vreemde zaken die er zijn gebeurd sinds zijn eerste bezoek aan het eiland.

### Act 1:The Trial
Zowat alle inwoners van Flotsam Island zijn besmet met de "LeChuck-pokken", waaronder ook rechter Wallace P. Grindstump. Hij wil Guybrush onmiddellijk executeren, maar Guybrush overreedt hem met het argument dat hij niet weet waarom hij terechtstaat.
Tot Guybrush' verbazing, is Stan de advocaat van de tegenpartijen. Hij zegt Guybrush:
- dat hij tijdens het bargevecht in club 41 de kat van Hemlock McGee zo heeft laten schrikken dat ze sindsdien stokstijf verkrampt is.
- dat hij tijdens dat gevecht hete nachosaus op het dijbeen van bootsvrouw K. Krebs gooide. Haar dijbeen heeft nu een litteken van de brandwonden.
- dat hij samen met Joaquin D'Oro valse ninjapoppen maakte en verkocht.
- dat hij een kunstwerk van piraat Killick Hardtack heeft vernield.  Dit kunstwerk was een grote X in het zand.  Guybrush zou daar hebben gegraven om een schat te vinden.

Daar Guybrush geen enkele aanklacht kan weerleggen, wordt hij opgesloten. De cipier is niet zo snugger waardoor Guybrush al redelijk snel een manier vindt om de cel te verlaten.  Hij dient nu bewijsstukken te vinden om zijn onschuld aan te tonen.  Tijdens zijn zoektocht ontdekt hij dat dokter markies De Singe Morgan LeFlay heeft vermoord.
Guybrush vindt alle bewijzen, maar op het eindproces komt Elaine roet in het eten gooien. Ze is ondertussen volledig bezeten van de pokken. Guybrush tracht haar te genezen met "La Esponja Grande", maar blijkbaar heeft dit geen effect op haar. De rechtbank acht Guybrush volledig verantwoordelijk voor de verspreiding van "de pokken van LeChuck" en veroordeelt hem ter dood.
Dan komt er een vreemde plotwending: LeChuck (nog steeds als mens) komt het gerechtsgebouw binnen. Hij verklaart dat hij de schuldige is van de "pokken van LeChuck".  Daarnaast verklaart hij dat Guybrush onschuldig is.  LeChuck heeft de dagboeken van de Voodoo-dame gevonden waarin het duidelijk wordt dat zij verantwoordelijk is voor alle gebeurtenissen, ellende en incidenten die er in de Caraïben zijn gebeurd sinds The Secret of Monkey Island. Als gevolg belanden de voodoo-dame en LeChuck in de gevangenis.

### Act 2:La Esponja Grande
Guybrush bezoekt de voodoo-dame in de gevangenis en vraagt haar waarom "La Esponja Grande" geen effect had op Elaine. Blijkbaar heeft Guybrush een baby-voodoo-zeespons gevonden die enkel mensen geneest die licht geïnfecteerd zijn. De zeespons moet nog groeien. Dit kan versneld worden door haar een 6-gangen menu te geven dat elk van haar zintuigen aanwakkert. De voodoo-vrouw geeft Guybrush een voodoorecept met een cryptische omschrijving wat er voor elke menugang nodig is. Daarvoor moet hij onder andere een junglebeest zoeken.

### Act 3:The water of life
Dokter markies De Singe heeft ontdekt dat het water in de "LeChuck-pokken" ervoor zorgt dat men onkwetsbaar wordt. Hij ontvoert Elaine omdat ze vol staat met pokken. Dankzij een speciale mottenpopulatie op Flotsam Island kan Guybrush markies De Singe voorgoed doen verdwijnen. Ondertussen is LeChuck vrijgesproken omdat de voodoo-dame volgens de rechtbank de enige schuldige is.
Ook is "La Esponja Grande" volgroeid. Via een grote windturbine wordt de zuiverende lucht van "La Esponja Grande" over de Caraïben verspreid, waardoor iedereen geneest.
Dan wordt duidelijk dat LeChuck al die tijd zich goedaardig voordeed, maar in feite nog kwaadaardig is. Hij steekt Guybrush neer met zijn zwaard, wil dat Elaine zijn demonische bruid wordt en gebruikt La Esponja Grande om terug te transformeren naar een niet-menselijke gedaante. Net voordat Guybrush sterft vraagt hij Elaine om zijn dood te wreken.

## Rise of the Pirate God
In tegenstelling tot de andere delen, is er geen intro van de voodoo-dame.  Er verschijnen enkel een paar wazige beelden en zinnen van het einde van The trial and execution of Guybrush Threepwood en wat er kort daarna is gebeurd.  De voodoo-dame staat nog steeds terechtgesteld voor de verspreiding van alle kwaad, maar kon ontsnappen. LeChuck is terechtgesteld wegens het neersteken van Guybrush, maar kon eveneens ontsnappen.  Gezien LeChuck ondertussen weer een demon is, durft niemand hem nog te vervolgen of te zoeken; zij die dit toch probeerden, werden eveneens door LeChuck vermoord.

### Act 1:The Great Beyond
Guybrush ontwaakt en merkt dat hij op het kerkhof is. Dan realiseert hij zich dat hij werd vermoord door LeChuck. Een veerman, een soort pietje-de-dood, vertelt Guybrush dat er nog hoop is. Iedereen mag iets persoonlijks meenemen naar het hiernamaals. Guybrush heeft onbewust gekozen voor een klein sprankeltje leven. Met dit sprankeltje leven kan hij misschien ooit terug naar de andere kant, maar dan moet hij wel tot aan "The Crossroads" geraken. En daarvoor vraagt de veerman geld.

### Act 2:Finding LeChuck's Spell
Aan de crossroads spreekt Guybrush met Caleb.  Volgens Caleb is er maar één man die er dankzij een voodoo-spreuk in is geslaagd om terug te keren naar de levende wereld: LeChuck.  Via wat zoekwerk vindt Guybrush de voodoo-spreuk.

### Act 3:Helping Morgan and Opening the Rift
De voodoo-spreuk vereist dat Guybrush een aantal zaken moet opofferen. Hij krijgt in zijn zoektocht naar de attributen hulp van de eerder vermoorde en gedeprimeerde Morgan LeFlay. Nu wordt duidelijk dat Morgan niet door de markies werd vermoord, maar door LeChuck.

### Act 4:Back to Your Body
Na het openen van "The Crossroads" belandt Guybrush op het schip van LeChuck, weliswaar als geest.  Daar komt hij erachter dat Elaine de demonische vrouw van LeChuck is geworden.  Zij verdringt Guybrush terug naar het hiernamaals via "root beer", wat een verdelingsspray is voor geesten.  LeChuck is in het bezit van La Esponja Grande.  Op het ogenblik dat Guybrush een opening heeft gemaakt tussen de levende wereld en het hiernamaals, heeft LeChuck de spons tussen de twee werelden geplaatst.  Hierdoor kan hij alle voodoo-rituelen en voodoo-kennis van het hiernamaals ook gebruiken in de levende wereld en omgekeerd.
Guybrush had trouwens aan één ding niet gedacht: hij is een geest en kan momenteel alleen naar de levende wereld als geest. Hij heeft dus nog een fysiek lichaam nodig. Doordat hij het ritueel al heeft gestart, zijn er enkele wormgaten ontstaan. Naast het wormgat dat leidt naar de boot van LeChuck zijn er ook nog wormgaten naar het vlot van kapitein Reginald, Club 41 op Flotsam Island en een laatste naar het oerwoud van Flotsam Island. Uiteindelijk vindt Guybrush een manier om terug te keren in zijn eigen lichaam.

### Act 5:Shrinking La Esponja
"La Esponja Grande" heeft ondertussen iedereen genezen, maar de voodoo-zeespons is te groot geworden. Er zou een catastrofe ontstaan als ze nog verder groeit. Daar waar Guybrush eerst een recept gebruikte om de zes zintuigen aan te wakkeren, moet hij nu een recept vinden om de zes zintuigen weer te doen inslapen waardoor de spons automatisch zal krimpen.

### Act 6:Finale
Guybrush is terug in zijn lichaam en de voodoo-zeespons is weer gekrompen. Het enige wat er nog is, zijn de wormgaten tussen het "nu" en het "hiernamaals". De enige weg om in de levende wereld te blijven, is via het wormgat van de crossroads. Die brengen Guybrush naar het schip van LeChuck. LeChuck slaagt er telkens in om Guybrush terug te drijven naar het hiernamaals. Daarnaast tracht LeChuck de doorgang te sluiten. Als hij hier in slaagt, zitten Guybrush en Morgan voorgoed opgesloten in het hiernamaals. 
Guybrush vindt geen manier om de wormgaten te doen sluiten in de bewoonde wereld. Elaine en de geest van Morgen hebben op hetzelfde ogenblik LeChuck gestoken met hun zwaard toen hij op de grens stond van een wormgat. Hierdoor zijn zowel zijn fysische als spiritistische vorm vernietigd.  Omdat Guybrush nog in het hiernamaals zat toen de crossroads werden gesloten, zit hij daar voorgoed vast als levende mens.  Of toch niet, want inventief vindt hij een oplossing om terug te keren naar de levende wereld.
In de eindscène blijkt dat Morgan op vraag van de voodoo-dame de restanten van LeChuck heeft gezocht en gevonden.  In ruil zal de voodoo-dame ervoor zorgen dat Morgan terug naar de levende wereld kan.  Het lijkt er op dat beide duistere motieven hebben.  Het spel eindigt met een cliffhanger.

## Trivia

### Grog XD
In Monkey Island wordt Grog gedronken. Deze wordt op verschillende plaatsen verkocht. In The Secret of Monkey Island vertellen de drie piratenleiders welke gevaarlijke producten er in de drank zitten. Bekijk hiervoor het volgend filmpje op YouTube: Ingredienten grog
Een nieuwszender in Argentinië kwam eind 2009 met het schokkende nieuws over een nieuwe alcoholische drank die zeer favoriet bleek te zijn: Grog XD. Het bestaan van deze gevaarlijke drank kwam uit nadat de nieuwszender sociale netwerksites zoals Facebook en Twitter raadpleegde. De reporter vermeldt welke giftige stoffen in Grog XD zitten. Dat de nieuwszender een grote flater heeft begaan, is duidelijk wanneer men het bovenstaande fragment vergelijkt met hetgeen de nieuwsreporter vertelt over Grog XD: Giftige grog.
Grog XD wordt voor het eerst vermeld in Tales of Monkey Island dat in de tweede helft van 2009 werd uitgebracht.

### Lot van Davey Nipperkin en Noogie
In Rise of the Pirate God vindt Guybrush op het kerkhof de grafstenen van
- R.I.P. Davey, a pirate reporter. His stories were long, but his obit was shorter (R.I.P. Davey, een piraten-reporter.  Zijn verhalen waren lang, maar zijn grafrede korter)
- Noogie liked bongos and wooing the ladies. He turned on his brothers who sent him to Hades (Noogie hield van bongo's en het verleiden van vrouwen.  Hij verraadde zijn broeders die hem naar Hades stuurden).  Gezien Noogie een broederschap had met Moose en Bugseye zijn deze laatste twee waarschijnlijk ook zijn moordenaars.

### Titel vanRise of the Pirate God
Er wordt soms foutief aangenomen dat de titel betrekking heeft op piraat Guybrush die terugkeert uit de dood. In werkelijkheid gaat de titel over de piraat LeChuck. Door de spelserie heen was LeChuck te zien in verschillende vormen: een mens, geest, zombie en demon. In dit deel keert hij terug als een godheid.

## Ontvangst
| Beoordeeld door        | Platform      | Datum            | Score |
| ---------------------- | ------------- | ---------------- | ----- |
| Adventurespiele        | Windows       | 25 november 2010 | 90%   |
| AusGamers              | Windows       | 15 januari 2010  | 87%   |
| Adventurearchiv        | Windows       | 20 november 2010 | 85%   |
| GameSpot               | PlayStation 3 | 29 juni 2010     | 85%   |
| Jeuxvideo.com          | Windows       | 5 mei 2011       | 80%   |
| JeuxActu               | Windows       | 4 mei 2011       | 80%   |
| GameStar (Duitsland)   | Windows       | 20 november 2010 | 77%   |
| PC Games (Duitsland)   | Windows       | 11 februari 2010 | 76%   |
| InsightBits            | Windows       | 4 januari 2010   | 70%   |
| Inside Mac Games (IMG) | Macintosh     | 7 juni 2010      | 65%   |